# Impatiens chiulungensis
Impatiens chiulungensis är en balsaminväxtart som beskrevs av Yi Ling Chen. Impatiens chiulungensis ingår i släktet balsaminer, och familjen balsaminväxter. Inga underarter finns listade i Catalogue of Life.